# يوتو أويمورا
يوتو أويمورا (上村祐翔 أويمورا يوتو) هو ممثل ياباني ولد في 23 أكتوبر 1993 في محافظة سايتاما.

## أدواره في التوكوساتسو
- توكوسو سنتاي ديكارينجر - هيكارو هيواتاري

## أدواره في الأنمي

### مسلسلات أنمي تلفزيونية
- بونغو ستراي دوغز - أتسوشي ناكاجيما، ساكونوسكي أودا (أيام الطفولة)
- جنود السايبورغ - آرو، الشبح الأسود (أيام الطفولة)
- غاتشامان كراودز - سانادا
- موشيشي: التتمة - روكوسكي (وليمة في آخر الغابة)
- مونستر - يوهان ليبر (أيام الطفولة)
- نانباكا - جوغو
- دارلينغ إن ذا فرانكس - هيرو
- فيوليت إيفرغاردن - ليون ستيفانوتيس
- عروس الساحر - ماثيو
- أكا: قسم التفتيش الخاص بالقطاع 13 - ماغي
- سيريوس ذا جييغر - يولي
- بوروتو: ناروتو نكست جينيريشنز - شينكي
- تسوروني - ميناتو ناروميا
- أكاديميتي للأبطال - تاماكي أماجيكي
- الرياح تهب بقوة - جوجي (جيرو جو)
- فينلاند ساغا - ثورفين
- هجوم العمالقة Season 3 - غريشا ييغر (أيام الصبا)

### أنمي الإنترنت
- سورد غاي ذي أنيميشن - غاي أوغاتا

### أفلام أنمي
- بونغو ستراي دوغز DEAD APPLE - أتسوشي ناكاجيما

## أدواره في الدبلجة اليابانية
- القطار القطبي السريع - بيلي
- الحلقة - إيدان كيلر

## وصلات خارجية
- يوتو أويمورا على موقع IMDb (الإنجليزية)
- يوتو أويمورا على موقع ميوزك برينز (الإنجليزية)
- يوتو أويمورا على موقع قاعدة بيانات الفيلم (الإنجليزية)
- يوتو أويمورا على موقع ANN person (الإنجليزية)